# Thế Cisural
| Hệ/ Kỷ                               | Thống/ Thế   | Bậc/ Kỳ      | Tuổi (Ma) | Tuổi (Ma) |
| ------------------------------------ | ------------ | ------------ | --------- | --------- |
| Trias                                | Hạ/Sớm       | Indu         | trẻ hơn   | trẻ hơn   |
| Permi                                | Lạc Bình     | Trường Hưng  | 251.902   | 254.14    |
| Permi                                | Lạc Bình     | Ngô Gia Bình | 254.14    | 259.1     |
| Permi                                | Guadalupe    | Capitan      | 259.1     | 265.1     |
| Permi                                | Guadalupe    | Word         | 265.1     | 268.8     |
| Permi                                | Guadalupe    | Road         | 268.8     | 272.95    |
| Permi                                | Cisural      | Kungur       | 272.95    | 283.5     |
| Permi                                | Cisural      | Artinsk      | 283.5     | 290.1     |
| Permi                                | Cisural      | Sakmara      | 290.1     | 295.0     |
| Permi                                | Cisural      | Assel        | 295.0     | 298.9     |
| Carbon                               | Pennsylvania | Gzhel        | già hơn   | già hơn   |
| Phân chia kỷ Permi theo ICS năm 2017 |              |              |           |           |

Trong niên đại địa chất, thế Cisural là thế đầu tiên của kỷ Permi của đại Paleozoi của liên đại Phanerozoi. Thế có niên đại trong khoảng từ 298,9 ± 0,15 đến 272,3 ± 0,5 Ma BP (Mega annum before present: triệu năm trước), sau khi kết thúc kỳ Gzhel.
Thế Cisural thường coi là đồng nghĩa với các thuật ngữ không chính thức là Permi sớm hoặc Permi hạ. Thế được đặt tên theo tên vùng ở sườn phía tây của dãy núi Ural ở Nga và Kazakhstan 
Thế Cisural được chia thành bốn giai đoạn: 
1. Kỳ Kungur từ 283,5 đến 272,95 Ma
2. Kỳ Artinsk từ 290,1 đến 283,5 Ma
3. Kỳ Sakmara từ 295,0 đến 290,1 Ma
4. Kỳ Assel từ 298,9 đến 295,0 Ma

## Cổ sinh vật học
| Loại | Hiện diện | Vị trí | Mô tả | Hình |
| ---- | --------- | ------ | ----- | ---- |